# Interpressive

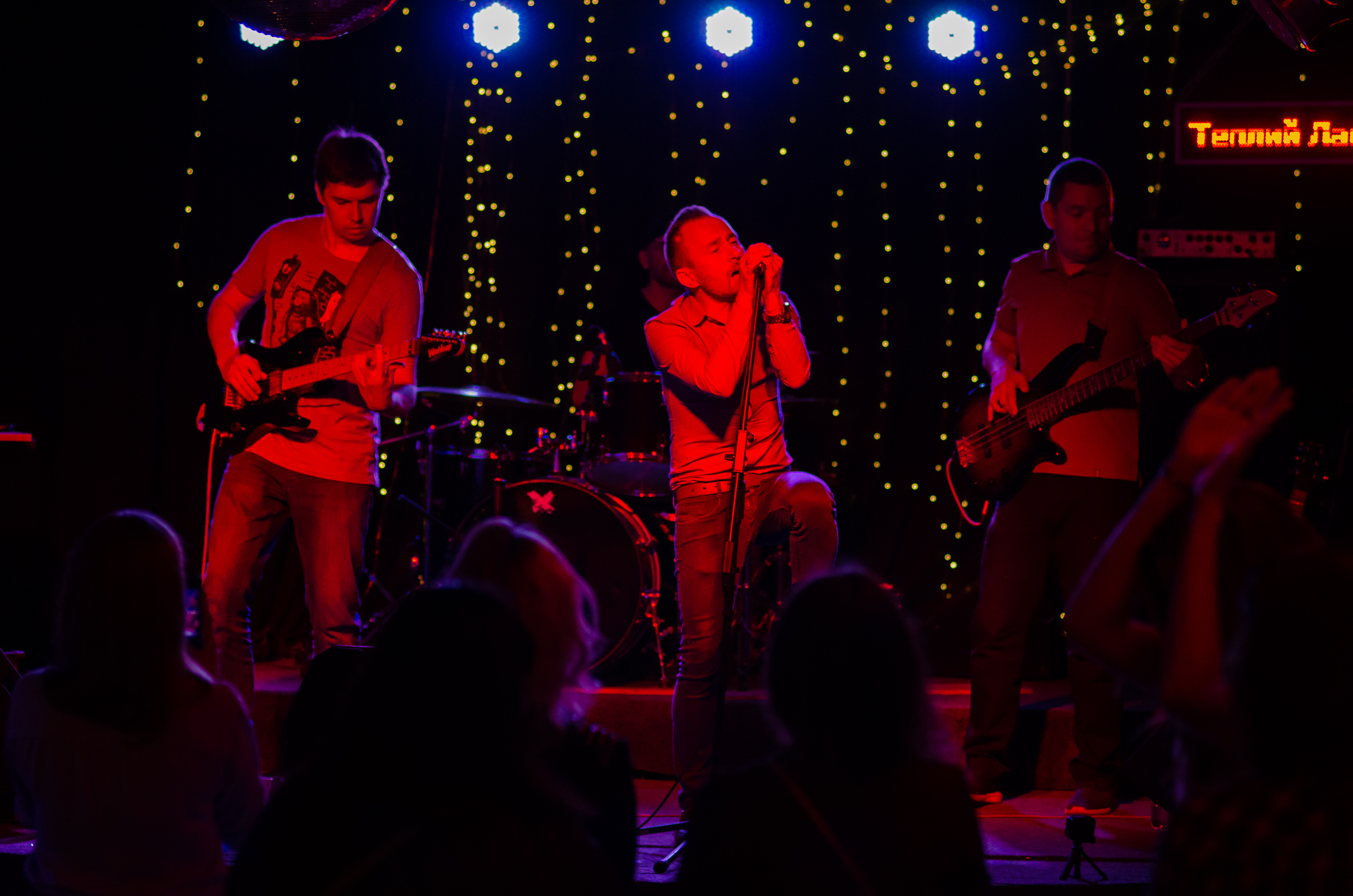

INTERPRESSIVE — український музичний гурт, заснований Володимиром Кукурузою в 2005 році у м. Києві. Стиль Interpressive - Euphoric Rock. Учасники фестивалів «Free Play» (Україна), «Indie Rock Festival» (Україна), «Октоберфест Київ 2012» (Україна). Нагороджені статусом «Гурт з особливою енегретикою» від видавництва ArtSkin. Гурт знаходиться в постійному музичному пошуку, додаючи кожен раз щось нове і яскраве. Interpressive відкрито висловлює свою думку про мораль внутрішнього стану душі та відчуття ейфорії. Своїм нестандартним та психоделічним звучанням, гурт блискавично зруйнував усі загально прийняті музичні стереотипи. Музичний стиль гурту духовно глибокий, деякі спільноти вважаюсь що саме в Україні, та на пост радянському просторі гурт Interpressive є головним представником жанру ейфоричний рок. Фронтмен та вокаліст гурту каже, що великий вплив на нього зробив період перебування в пошуках себе у Варшаві

## Стиль
Музичний стиль Interpressive до 2014 – це депресивні гітарні рифи з глибокими, не зовсім зрозумілими на перший погляд текстами пісень. У поєднанні  інді, альтернативи та психоделіки виходить зовсім інший, новий стиль – інді рок, поп рок

## Склад
- Володимир Кукуруза — Вокал, гітара,заосновник та фронтмен гурту;
- Олександр Шишкін — Гітара

## Альбоми
- Мысли темных городов (2008)
- Мой пульс (2009)
- Эйфория (2011)
- Deja Vu (2012)
- Кайф (2013)
- 12 (2016)
- VI4 NA VI4 (2020)

## Сингли
- Meth (2008) – записано у Варшаві
- Одиночество (2009) – записано у Варшаві
- Наодинці поміж холодних слів (2014)
- 12 (2016)
- Mandrage (2017)
- Останній ковток (2018)
- Солодкі губи (2018)

## Кліпи відео
На дві пісні з альбомів «Ейфорія» та «Кайф» знято музичні кліпи:
1. «Бал [Архівовано 13 жовтня 2017 у Wayback Machine.]» (реж. Андрій Красноголовець)
2. «Свет в одиноких окнах» (реж. Андрій Красноголовець), кліп було презентовано на музичному каналі A-ONE
3. «Іфікована Любов» (реж. Андрій Красноголовець)
4. «No More» (реж. Андрій Красноголовець)
5. «Спокуса» (Виступ на телеканалі НЛО Tv)
6. «Останній ковток» (реж. Володимир Кукуруза)